# Khanat Kazakh (sèrie de televisió)
Kanat Kazakh (títol original Қазақ Хандығы) és una minisèrie històrica kazakh sobre l'origen del Kazakhstan. Produïda per Arman Assenov. Dirigida per Rustem Abrashev. Es basa en la trilogia de novel·les històriques escrites per Ilyas Yesenberlin Els nòmades.
Consisteix en 20 episodis dividits en 10 parts.
Fou una reacció a la burla de Borat i les declaracions de menyspreu de l'aleshores president de Rússia Putin respecte el país. Entre els crèdits de la sèrie hi ha l'aleshores president del Kazakhstan Nazarbayev. S'estrenà el desembre de 2016.
Es va promoure com una sèrie similar a Game of Thrones. Es pretén que siga un element del poder tou del Kazakhstan.